# Баския, Жан-Мишель
Жан-Мише́ль Ба́ския (англ. Jean-Michel Basquiat; 22 декабря 1960[…], Парк-Слоуп, Нью-Йорк или Бруклин, Нью-Йорк — 12 августа 1988[…], Нью-Йорк, Нью-Йорк) — американский художник. Прославился сначала как граффити-художник в Нью-Йорке, а затем, в 1980-х годах, как неоэкспрессионист.

## Биография
Родился в Нью-Йорке. Его мать Матильда была из Пуэрто-Рико, а отец Жерар родился в Порт-о-Пренсе, столице Гаити. Благодаря этому Жан-Мишель с детства свободно говорил на французском, испанском и английском языках, читал книги, в том числе поэзию символистов, мифы и историю. Уже в раннем возрасте проявил способности к искусству, и его мать поощряла эти стремления.
В возрасте шести лет стал младшим членом Бруклинского музея. Весной 2018 года в музее была организована выставка One Basquiat, посвящённая исключительно рекордному произведению «Без названия» (1982), которое было приобретено на аукционе «Сотбис» японским коллекционером Юсаку Маэзава за 110,5 миллиона долларов — самая дорогая из всех работ Баския на аукционе.
В 1977 году, в возрасте 17 лет, Баския и его друг Al Diaz начали рисовать граффити на стенах зданий в Манхеттене, подписываясь SAMO или SAMO shit. Изображения состояли из содержательных фраз, смысл которых сложно перевести на русский язык, например, Plush safe he think.. SAMO («Он думает, что плюш оберегает [его]. SAMO») или SAMO as an escape clause («SAMO как условие отрицания»). В декабре 1978 года в Village Voice была опубликована статья об этих надписях. Проект закончился эпитафией SAMO IS DEAD («SAMO мёртв»). В 1978 году Баския покидает дом, живёт с друзьями, подрабатывая продажей футболок и открыток на улице. Также в конце семидесятых Баския с товарищами организует группу Gray, которая играет в различных клубах Манхеттена.
В июне 1980 года Баския принял участие в The Times Square Show, коллективной выставке художников, которая открылась в заброшенном массажном салоне у Седьмой авеню. Пионерская выставка также представила работы Кита Харинга, Кики Смит, Дженни Хольцер и Кенни Шарфа. В 1981 году поэт и арт-критик Рене Ричард (Rene Ricard) опубликовал статью The Radiant Child в журнале Artforum, которая способствовала международной карьере Баския. На протяжении нескольких следующих лет Баския продолжает выставлять свои работы в Нью-Йорке. С 1982 Баския регулярно выставляется с Джулианом Шнабелем, Дэвидом Салле, Франческо Клементе и Энцо Кукки, группой художников, которую арт-критики, кураторы и коллекционеры вскоре назовут неоэкспрессионистами.
В 1982 году Баския познакомился с Энди Уорхолом и они создали много совместных работ. В возрасте 22 лет в том же 1982, он стал самым молодым художником, когда-либо выставлявшимся в Documenta в Касселе, Германия.
Он встретил своего давнего друга и наставника Энди Уорхола в 1981 году в популярном ресторане Mr Chow. Швейцарский дилер Бруно Бишофбергер позже предложил обоим сотрудничать в серии картин, и между 1983 и 1985 годами пара сделала работы, которые наложили виртуозные граффити Баскии на яркие поп-образы Уорхола. Они работали вместе, влияли на творчество друг друга. Их отношения продолжались до смерти Уорхола в 1987 году.

### Последние годы и смерть
С 1984 многие друзья Баския начали отмечать его всё более странное поведение, вызванное приёмом наркотиков. Он пристрастился к героину в годы жизни среди уличных художников Нью-Йорка. Скончался от передозировки наркотиков 12 августа 1988 года в своей студии на Грейт-Джонс-стрит. Ему было 27 лет. В последние месяцы Баския утверждал, что использовал сто пакетов героина в день. Куратор и галерист Джеффри Дейч выступил с речью во время похорон на Гринвудском кладбище в Бруклине.

## Творчество
Наряду с Джулианом Шнабелем, Кенни Скарфом и Франческо Клементе, Баския считался одной из ведущих фигур неоэкспрессионизма, художественного движения, которое подтвердило первенство человеческой фигуры в современном искусстве. В 1996 году Шнабель снял биографический фильм о бурной жизни художника с Джеффри Райтом в роли Баския и Дэвидом Боуи в роли Уорхола. Творчество Баския можно условно разделить на три периода. В ранний период, с 1980 по 1982 год, он часто изображает скелеты и маскообразные лица, в чём выражается его необычайный интерес к смерти. Другие наиболее частые образы: автомобили, здания, полиция, игры детей на тротуаре и граффити, пришедшие из его опыта рисования на улицах города. Средний период, с конца 1982 по 1985 год, отмечен интересом Баския к его гаитянским корням. Последний период, с 1986 года до смерти в 1988 году, отмечен новой манерой и новыми образами.

## Фильмы
- 1996 — «Баския», режиссёр — Джулиана Шнабеля
- 2000 — «Downtown 81» (Ритм большого города), режиссер — Эдо Бертольо
- 2010 — «Жан-Мишель Баския: Лучезарное дитя», режиссёр — Тамра Дэвис
- 2017 — «Баския: Взрыв реальности», режиссёр — Сара Драйвер
- 2017 — «Баския: Ярость к богатству[англ.]», режиссёр — Дэвид Шульман (премия BAFTA в области телевидения в номинации «Лучшая специализированная документальная передача»)
- 2022 — «Сотрудничество», режиссёр — Кваме Квей-Арма, Баския — Джереми Поуп

## Цены на работы
До 2002 года наивысшей ценой, уплаченной за работу Баския, было 3,5 млн долларов.
14 мая 2002 года «Profit I» Баския была выставлена на аукцион и продана за 5,5 млн долларов. В мае 2007 года работа Баския «без названия» 1981 года была продана на аукционе за 14,6 млн долларов.
Картина без названия с изображением рыбака, показывающего свой висящий на конце удочки улов, в ноябре 2012 года было продано на аукционе «Кристис» за 26,4 миллиона долларов.
16 мая 2013 года картина «Затуманенные головы» была продана за 48,8 млн долларов на аукционе в Нью-Йорке.
18 мая 2017 года безымянная работа Баския 1982 года была продана за 110,5 млн долларов на аукционе в Нью-Йорке.
23 марта 2021 года работа Жан-Мишеля Баския «Воин» стала самым дорогим произведением западного искусства, проданным в Азии за 41,7 млн долларов.
12 мая 2021 картину «В этом случае» продали на аукционе Christie’s за $93,1 млн. Выигрышная ставка была сделана по телефону неизвестным коллекционером.